# Marie-Cécile Gros-Gaudenier
Marie-Cécile Gros-Gaudenier, francoska alpska smučarka, * 18. junij 1960, Scionzier, Francija.
Nikoli ni nastopila na olimpijskih igrah, v dveh nastopih na svetovnih prvenstvih je dosegla enajsto in štirinajsto mesto v smuku. V svetovnem pokalu je tekmovala sedem sezon med letoma 1979 in 1985 ter dosegla eno zmago in še tri uvrstitve na stopničke. V skupnem seštevku svetovnega pokala se je najvišje uvrstila na 15. mesto leta 1982, ko je tudi osvojila smukaški mali kristalni globus.